# Elsa Sundling
Elsa Augusta Torgerd Sundling, född 21 april 1902 i Lindesberg, död 7 september 1964 i Västerås domkyrkoförsamling,  var en svensk arkitekt. Sundling var under stora delar av sitt yrkesliv verksam i Frankrike.

## Biografi
Sundling, som var dotter till disponent Johan Adolf Sundling och Edla Gyllander, växte upp i Motala efter att familjen tidigare bott i Lindesberg och Borensberg. Johan Adolf Sundling drev framgångsrikt byggandet av Näs kraftstation strax öster om Borensberg och var senare verkställande direktör i Motala Ströms Kraft AB.
Elsa Sundling studerade vid Edward Berggrens och Gottfrid Larssons målarskola i Stockholm i början av 1920-talet. Hon var gift med Edward Berggren 1922–1924. Hon utexaminerades från École nationale supérieure des arts décoratifs i Paris 1926 och från École speciale d'architecture i Paris 1932. Hon deltog i utformningen av biografier i Paris på 1930-talet. Hon gjorde ett gästspel i hemlandet 1937 då hon var med och tog fram en industriutställning i Motala, Motalautställningen. Hon deltog i återuppbyggandet av Frankrike efter kriget och arbetade även i ett arkitektteam med ett förslag för en nygestaltning av Mainz.
Hon anställdes på Bureau Marcel Lods i Paris 1946 och var platschef på Bureau Lods i Tanger-Casablanca 1949–1952. Hon återvände sedan till Sverige. Hon utförde generalplan för Uppsala 1955 och regionplan på länsarkitektkontoret där 1956. Hon var biträdande kommissarie för Byggnadsstyrelsens regionplaneutställning i Liège 1959.  

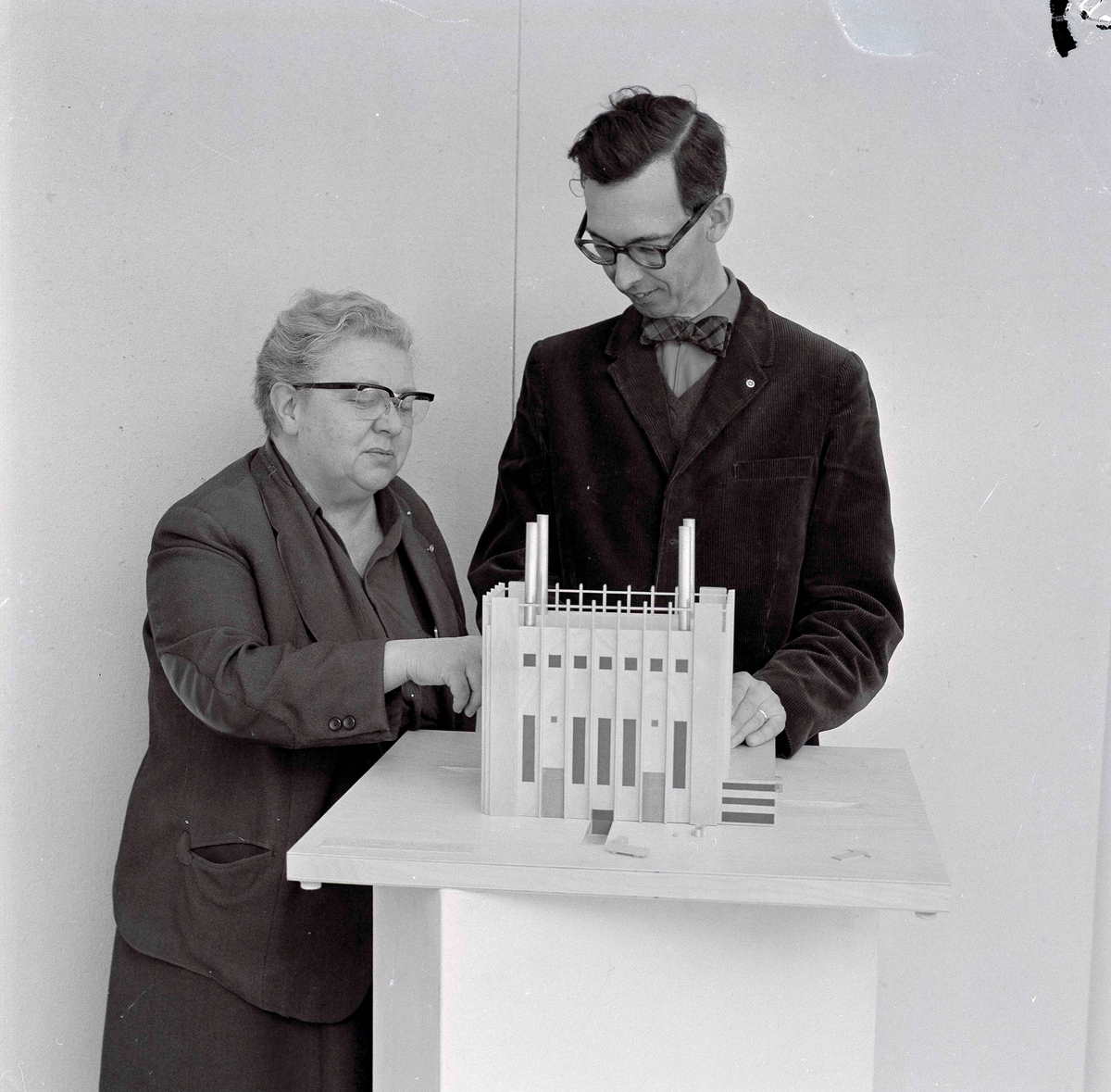
Elsa Sundling (biträdande stadsarkitekt) och Per Bohlin (stadsarkitekt) på en arkitekturutställning i Västerås 1962.

Hon var biträdande stadsarkitekt i Västerås 1960–1963 och delägare i Horn & Sundlings arkitektkontor AB i Västerås. Hon stod bland annat för den arkitektoniska utformningen av Västerås stads kraftvärmeverk 1961–1962, Västerås stads spaltgasverk 1962 och en lågstadieskola för Västerås stad 1962. Hon tilldelades Le Corbusiermedaljen av franska staten 1959. 
Sundling är representerad vid bland annat Nationalmuseum.